# Alphonse de Tonti
Pour les articles homonymes, voir Tonti.
Pierre Alphonse de Tonty (ou Tonti) (ou Alphonse de Tonty, baron de Paludy) (né vers 1659 - mort le 10 novembre 1727), est un officier italien au service de la France, qui servit en Nouvelle-France (actuel Canada).
En 1701, il fut, aux côtés de Cadillac, lors de la fondation de Détroit (Michigan) et fut le second commandant du Fort Pontchartrain du Détroit par intérim de Cadillac en 1705, et commandant à part entière de 1717 à 1727. Sa femme Marie Anne Picoté de Belestre reste dans les mémoires locales comme l'une de deux premières femmes européennes de Détroit et du Michigan, avec madame Cadillac.

## Biographie
Alphonse de Tonty est le fils de Lorenzo de Tonti, financier et ancien gouverneur de Gaète, d'une famille italienne passée au service de la France, et surtout connu pour avoir été l'inventeur de la forme d'assurance-vie que l'on connaît sous le nom de tontine (mot tiré de son nom). Le frère aîné d'Alphonse de Tonty, Henri de Tonti, participa à l'exploration du fleuve Mississippi par René Robert Cavelier de La Salle et à l'établissement de la première colonie dans l'Arkansas.
Alphonse de Tonty lui aussi officier en Nouvelle-France. Il servit sous les ordres de l'explorateur français Cadillac et établit avec lui la première colonie européenne à Detroit, le fort Pontchartrain du Detroit, sur la rivière Detroit en 1701. Après quelques mois, Cadillac et son second Tonty firent tous les deux venir leurs épouses au fort, faisant d'elles les premières femmes européennes à se rendre si loin dans le nouveau territoire. Son épouse Marianne de Belestre, fille de Picoté de Belestre, un des chefs militaires de Montréal, est considérée aux États-Unis comme l'une des deux premières femmes (d'origine européenne) de Detroit et du Michigan.
Tonty commanda le fort de Détroit de 1717 à 1727. Mais de nombreuses plaintes, y compris celles des Hurons, aboutirent à son licenciement. Pendant l'une des absences, le commandant du fort passa à l'un de ses neveux, Francois Marie Picoté de Belestre  (à ne pas confondre avec un parent homonyme).
Tonty fut impliqué dans de nombreux scandales et dans des activités discutables avant d'être au bout du compte démis de son poste de commandant du fort Pontchartrain. Il mourut avant de pouvoir obtenir un autre emploi ou de pouvoir retourner en France.

## Sources
- (en) Cet article est partiellement ou en totalité issu de l’article de Wikipédia en anglais intitulé « Alphonse de Tonty » (voir la liste des auteurs).